# Orlu (Ariège)
Orlu ist eine französische Gemeinde mit 160 Einwohnern (Stand 1. Januar 2022) im Département Ariège in der Region Okzitanien. Sie gehört zum Kanton Haute-Ariège und zum Arrondissement Foix.

## Lage
Die Gemeinde Orlu liegt in den Pyrenäen, rund fünf Kilometer südöstlich des Kurortes Ax-les-Thermes. Das Gemeindegebiet wird vom Fluss Oriège durchquert und erstreckt sich nach Süden bis an die Grenze zum benachbarten Département Pyrénées-Orientales. Das Gebiet ist eine teils unzugängliche Hochgebirgslandschaft mit mehreren Gipfeln über 2600 m Höhe.
Nachbargemeinden sind Mijanès im Norden, Artigues im Nordosten, Fontrabiouse im Osten, Formiguères im Südosten, Angoustrine-Villeneuve-des-Escaldes im Süden, Mérens-les-Vals im Südwesten, Orgeix im Westen und Ascou im Nordwesten.

## Bevölkerungsentwicklung

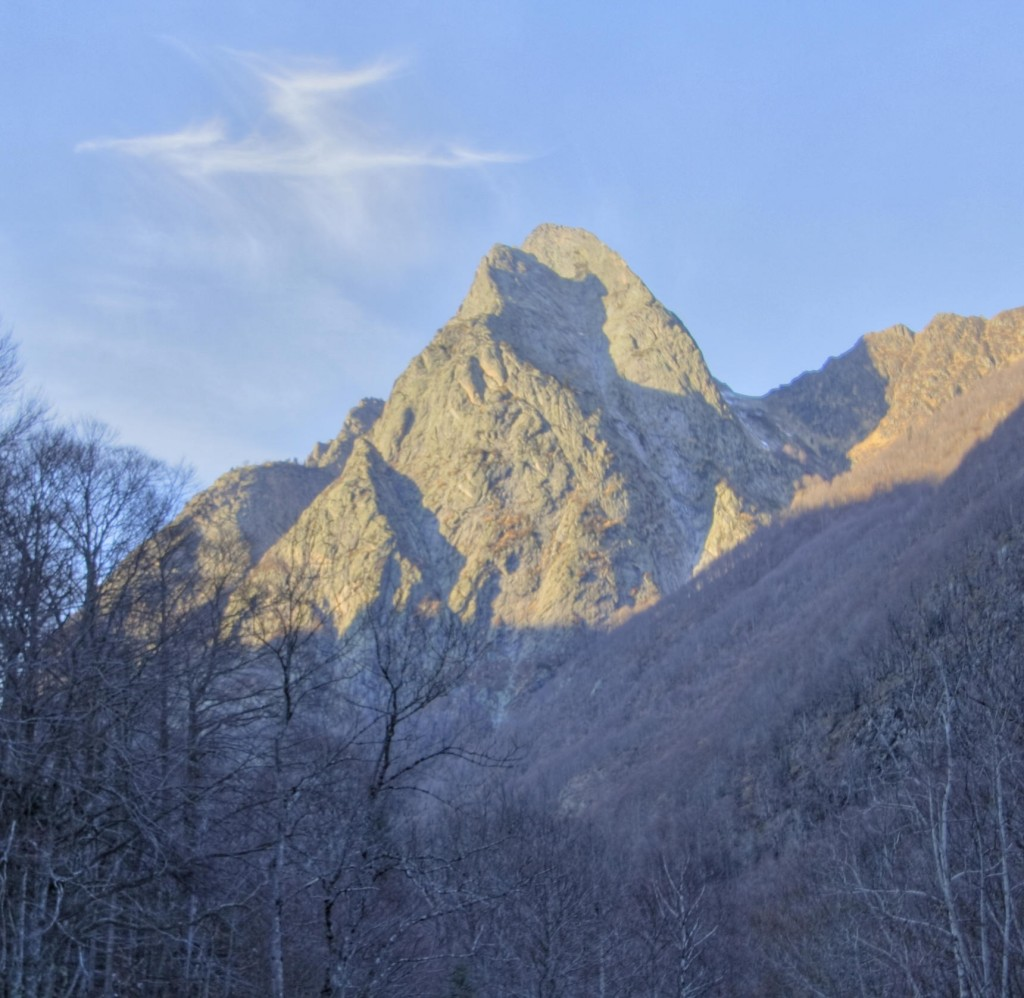
2.222 m hoher Gipfel des Dent d’Orlu

| Jahr                       | 1962 | 1968 | 1975 | 1982 | 1990 | 1999 | 2008 | 2019 |
| -------------------------- | ---- | ---- | ---- | ---- | ---- | ---- | ---- | ---- |
| Einwohner                  | 157  | 125  | 133  | 147  | 179  | 195  | 194  | 164  |
| Quellen: Cassini und INSEE |      |      |      |      |      |      |      |      |